# بوهوستیتسه
بوهوستیتسه (به چکی: Bohostice) یک منطقهٔ مسکونی در جمهوری چک است که در ناحیه پریبرام واقع شده‌است.